# André Jozon
André Jozon, né le 26 avril 1882 à Mâcon et mort le 7 novembre 1953 à Paris (1er), est un haut fonctionnaire français. Sous-préfet, il est mobilisé lors de la Première Guerre mondiale à l'issue de laquelle il est successivement préfet du Territoire de Belfort, de la Vendée, du Loiret, de la Somme et de la Marne avant d'être écarté par le régime de Vichy.

## Biographie
Né grand prématuré le 26 avril 1882 à Mâcon (Saône-et-Loire), André Jozon est le fils de Marcel Jozon, polytechnicien et vice-président du Conseil général des ponts et chaussées, et le neveu de Paul Jozon, avocat et ancien député de Seine-et-Marne proche de Léon Gambetta. Dernier d'une fratrie de trois enfants, sa sœur Madeleine est mariée au préfet Georges Maringer, président de la section de l'Intérieur du Conseil d'État, et sa sœur Lucie au député radical de la Haute-Saône Jules Jeanneney, tous deux proches de Georges Clemenceau. 
Il commence ses études à Mâcon puis intègre le lycée parisien Janson-de-Sailly avant d'obtenir une licence de mathématiques. 
Après son service militaire, son beau-frère Georges Maringer, préfet du Calvados, le prend à son cabinet en juillet 1905. Un mois plus tard, il devient chef adjoint du cabinet du préfet du Loiret puis, en novembre, secrétaire particulier du directeur du Personnel au ministère de l'Intérieur. Il est nommé sous-préfet de Gex en 1906, sous-préfet de Vitry-le-François en 1909 puis secrétaire général de la préfecture de Côte-d'Or en 1911.  
Mobilisé dans l'Intendance à Commercy du 3 août 1914 au 6 novembre 1918, il est nommé à la sous-préfecture de Montbéliard mais maintenu sous les drapeaux jusqu'à sa nomination comme sous-préfet du Havre, poste qu'il occupa pendant sept ans. 
Le 14 janvier 1918 à Paris, il épouse Paulette Vuillot, fille du maire radical de Malesherbes et géographe Paul Vuillot, petite-fille du préfet du Cantal Alexandre Bluzet et nièce d'un proche collaborateur de Clemenceau. Au Havre, son épouse se lie d'une amitié intime avec Germaine Coty, femme de René Coty, alors député de Seine-Inférieure. 
En 1925, il est nommé préfet du Territoire de Belfort, succédant à Paul Mouchet. En 1926, il devient préfet de la Vendée et entre en relation amicale avec Georges Clemenceau, qui le reçoit lui et son épouse dans sa maison de Saint-Vincent-sur-Jard. À sa mort le 24 novembre 1929, il est l'un des premiers à venir se recueillir devant sa dépouille.  
Nommé préfet du Loiret en 1930, il exclut d'Orléans l'escroc Alexandre Stavisky, qui effectuait des tractations anormales auprès du crédit municipal de la ville. En 1932, il autorise une demande de prêt auprès du Crédit foncier de France destinée à améliorer la prise en charge sanitaire des tuberculeux à l'hôpital d'Orléans.  
Tandis que Robert Billecard lui succède à Orléans, il devient préfet de la Somme en 1934. Malade, il se fait régulièrement remplacer par son secrétaire général, Jean Moulin, qu'il met notamment en première ligne lors du mouvement de grève de mai-juin 1936.  
En 1938, il remplace Jean Berthoin comme préfet de la Marne. Après l'installation du régime de Vichy, André Jozon est relevé de ses fonctions en raison de son lien de parenté avec président du Sénat Jules Jeanneney, dont il est le beau-frère. Le 17 septembre 1940, le maréchal Pétain, sur proposition du ministre de l'Intérieur Marcel Peyrouton, signe le décret nommant à sa place René Bousquet, alors secrétaire général de la préfecture. 
Nommé préfet honoraire, il est alors mis à la retraite anticipée à Châlons-sur-Marne où les collaborateurs Jean Leguay et René Bousquet servaient sous ses ordres. 
Il meurt le 7 novembre 1953, à 71 ans, dans le 1er arrondissement de Paris. Ses archives sont conservées par les Archives nationales.
Par sa fille Jacqueline, il est le grand-père de l'historien du droit Pierre Allorant.

## Décorations
- Officier de la Légion d'honneur (1952, chevalier en 1928)[5].

## Galerie

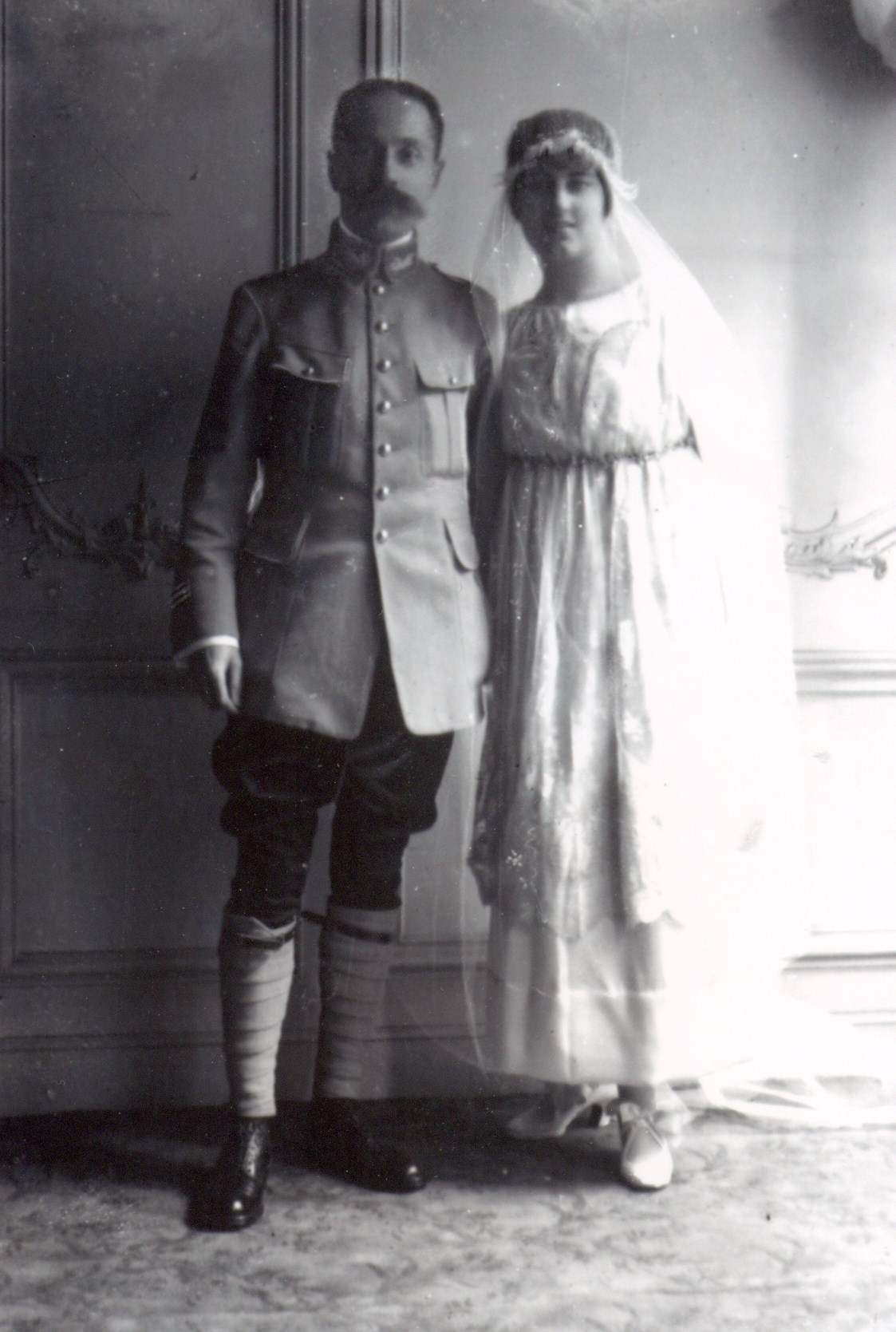
André Jozon et Paulette Vuillot lors de leur mariage à Paris, le 14 janvier 1918.
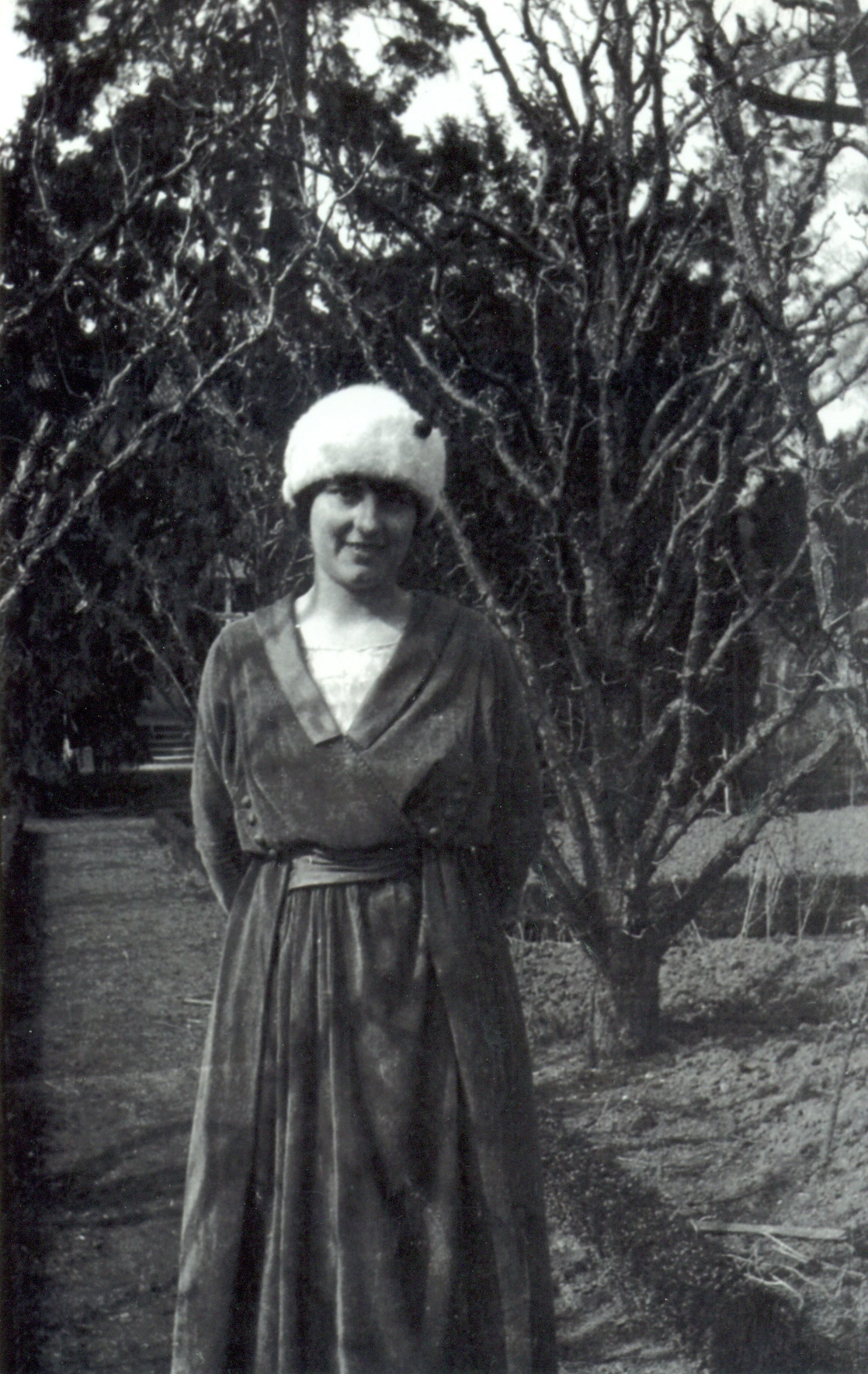
Paulette Vuillot avant son mariage avec André Jozon, à Malesherbes.